# Agylla zucarina
Agylla zucarina är en fjärilsart som beskrevs av Paul Dognin 1894. Agylla zucarina ingår i släktet Agylla och familjen björnspinnare. Inga underarter finns listade i Catalogue of Life.